# カストロベルデ

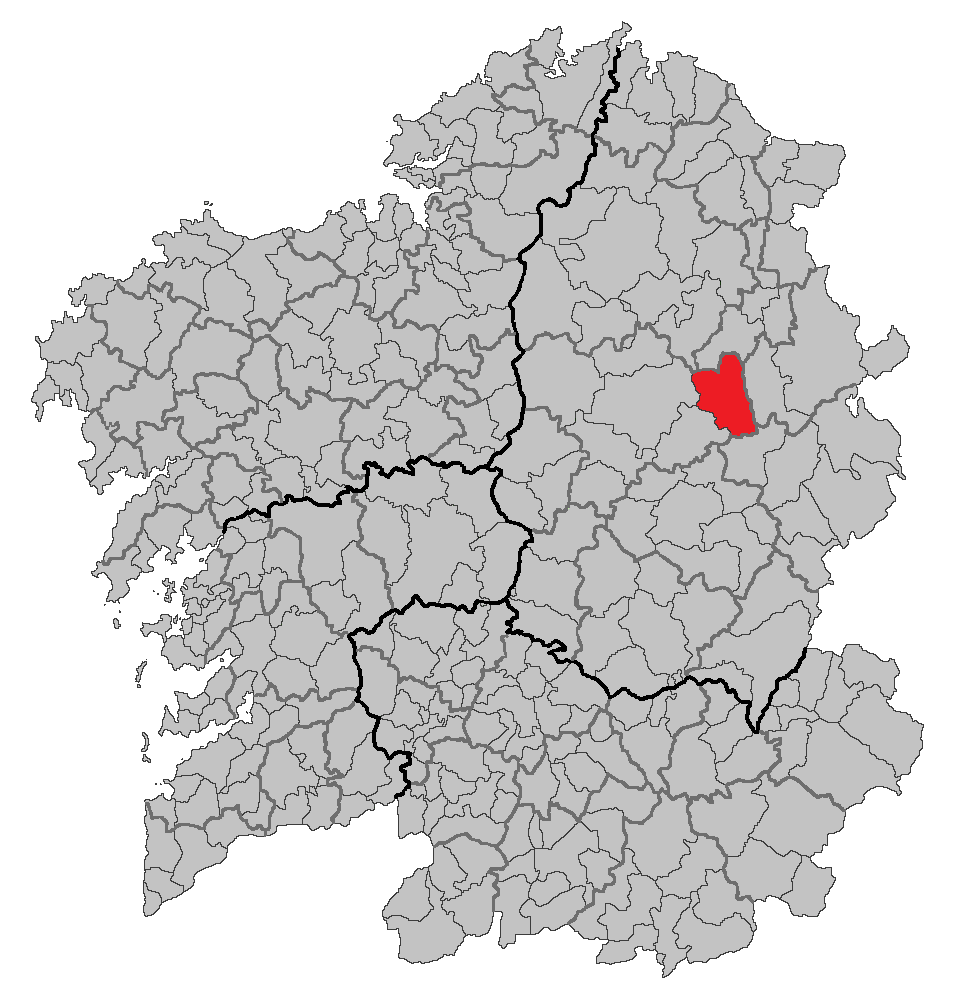

カストロベルデ（Castroverde）は、スペイン、ガリシア州、ルーゴ県の自治体、コマルカ・デ・ルーゴに属す。ガリシア統計局によれば、2010年の人口は3,012人（2009年：3,061人、2006年:3,187人、2005年:3,236人、2004年:3,286人、2003年:3,372人）。
ガリシア語話者の自治体住民に占める割合は99.21％（2001年）。

## 地理
カストロベルデはルーゴ県の中央部に位置し、コマルカ・デ・ルーゴに属する。北はカストロ・デ・レイとポルと、南はバラージャとオ・コルゴと、東はバレイラと、西はルーゴの各自治体と隣接する。
無数の小川が山地から流れ、それらはミーニョ川の支流であるギマラス川、アスマラ川、ロメアン川、オウテイロ川、トルデア川へと集まっている。
気候は内陸性の影響を受けた海洋性気候で、冬期の1月には平均5.6°Cまで、下がるものの、夏期の平均17.7°Cとすごしやすい気候である。年間降水量は平均1,000mmである。
カストロベルデはルーゴ司法管轄区に属する

### 人口
| カストロベルデの人口推移 1900－2010                     |
|                                                         |
| 出典:INE（スペイン国立統計局）1900年 - 1991年、1996年 - |

## 歴史
カストロベルデは16世紀まではレモス伯爵の所領であった。
19世紀には、カルリスタ戦争の舞台の一つとなった。

## 政治
自治体首長はガリシア社会党（PSdeG-PSOE）のショセ・マリーア・アリアス・フェルナンデス（Xosé María Arias Fernández）、自治体評議員は、ガリシア社会党：7、ガリシア国民党（PPdeG）：3、ガリシア民族主義ブロック（BNG）：1となっている（2011年5月22日の自治体選挙結果、得票順）。
| 1999年6月13日自治体選挙 |        |        |          |
| 政党                    | 得票数 | 得票率 | 獲得議席 |
| PSdeG-PSOE              | 1,046  | 38.78% | 5        |
| PPdeG                   | 811    | 30.07% | 3        |
| BNG                     | 456    | 16.91% | 2        |
| IPD                     | 246    | 9.12%  | 1        |
| CNG                     | 122    | 4.52%  | 0        |

| 2003年5月25日自治体選挙 |        |        |          |
| 政党                    | 得票数 | 得票率 | 獲得議席 |
| PSdeG-PSOE              | 1,650  | 67.16% | 8        |
| PPdeG                   | 482    | 19.62% | 2        |
| BNG                     | 269    | 10.95% | 1        |

| 2007年5月27日自治体選挙 |        |        |          |
| 政党                    | 得票数 | 得票率 | 獲得議席 |
| PSdeG-PSOE              | 1,364  | 57.34% | 7        |
| PPdeG                   | 719    | 30.22% | 3        |
| BNG                     | 269    | 11.31% | 1        |

| 2011年5月22日自治体選挙 |        |        |          |
| 政党                    | 得票数 | 得票率 | 獲得議席 |
| PSdeG-PSOE              | 1,193  | 54.93% | 6        |
| PPdeG                   | 766    | 35.27% | 4        |
| BNG                     | 182    | 8.38%  | 1        |

## 史跡
- カストロベルデ城（Castelo de Castroverde） - 中世の城砦、現在は塔と城壁の名残が見られるだけである。

## 教区
カストロベルデは37の教区に分けられる。
- アグスティン（サンタ・マリーア）
- アルコス（サン・パイオ）
- バレード（サン・ショアン）
- バレード（サント・アンドレ）
- バレイロス（サン・コスメ）
- ボラーニョ（サンタ・バイア）
- セジャン・デ・カルボス（サン・サルバドール）
- セジャン・デ・モステイロ（サン・ペドロ）
- コベーラス（サン・ミゲル）
- エスパサンデ（サンティアーゴ）
- ア・フライリーア（サンタ・マリーア）
- フリス（サント・エステーボ）
- ゴイ（サンタ・マリーア・マダレーナ）
- マソウコス（サンティアーゴ）
- ア・メーダ（サンティアーゴ）
- ミランダ（サンティアゴ）
- ミランデーラ（サン・アンドレ）
- モンテ（サンタ・マリーア）
- モンテクベイロ（サン・シブラーオ）
- モレイラ（サンタ・マリーア）
- パデルネ（サント・エステーボ）
- パラモ（サン・ミゲル）
- ペナ（サンタ・マリーア・マダレーナ）
- ペレイラマ（サン・シュリアン）
- ア・プマレーガ（サンタ・マリーニャ）
- レボルダーオス（サン・シュルショ）
- レセセンデ（サン・シブラーオ）
- リオモル（サン・ペドロ）
- サン・ミゲル・デ・カミーニョ（サン・ミゲル）
- セレス（サン・ペドロ）
- ソウト・デ・トーレス（サン・トメ）
- ソウトメリージェ（サン・サルバドール）
- トルデア（サン・トメ）
- ウリス（サンタ・マリーア）
- ビラバーデ（サンタ・マリーア）
- ビラージェ（サン・ペドロ）
- ビラリーニョ（サンティアーゴ）